# La Lagunilla, Ayotoxco de Guerrero
La Lagunilla är en ort i Mexiko.   Den ligger i kommunen Ayotoxco de Guerrero och delstaten Puebla, i den sydöstra delen av landet, 190 km öster om huvudstaden Mexico City. La Lagunilla ligger 513 meter över havet och antalet invånare är 278.
Terrängen runt La Lagunilla är varierad, och sluttar norrut. Runt La Lagunilla är det ganska tätbefolkat, med 134 invånare per kvadratkilometer. Närmaste större samhälle är Tlapacoyan, 17,8 km öster om La Lagunilla. I omgivningarna runt La Lagunilla växer i huvudsak städsegrön lövskog.